# Festuca imperatrix
Festuca imperatrix là một loài thực vật có hoa trong họ Hòa thảo. Loài này được Catonica mô tả khoa học đầu tiên năm 2001.